# Aeroportul Arrachart
Aeroportul Arrachart (IATA: DIE, ICAO: FMNA) este un aeroport din Regiunea Diana, Madagascar ce deservește zona Antsiranana. Aeroportul a fost tranzitat în 2018 de 68.505 pasageri. A fost numit după Ludovic Arrachart⁠(d).
Situat la o altitudine de 114 m, aeroportul dispune de 1 pistă.

## Infrastructură

### Piste
Aeroportul dispune de o singură pistă. Pista 13/31 are suprafața de asfalt și dimensiunile 1.500 m × 30 m. 